# Leonard Wilhelm Mossberg
Leonard Wilhelm Mossberg, född 18 december 1813 i Fellingsbro socken, död 16 oktober 1880, var en svensk läkare. 
Mossberg tog examen 1837 och började efter det studera i Uppsala 1847. Han blev filosofie kandidat 1849, medicine kandidat 1853, medicine licentiat 1856 och kirurgie magister samma år. 
Mossberg blev koleraläkare i Vänersborg 1851 och var senare uppbördsläkare på flera örlogsfartyg. Sedermera blev han distriktsläkare i Botkyrka distrikt under 1857 och 1858. Från 1858 var han stadsläkare i Sundsvall och från 1862 lasarettsläkare där. Mossberg var landstingsman i Västernorrlands län 1869-1870 och satt i Sundsvalls stads stadsfullmäktige från 1866 till 1880.
Mossberg gifte sig den 29 maj 1857 med Maria Olivia Wall, men de fick inga barn tillsammans.